# Womanizer
Womanizer és el primer single de l'àlbum "Circus" de la cantant estatunidenca Britney Spears. Va ser llençat el 26 de setembre de 2008 per Jive Records com el single promocional de l'àlbum. Es tracta d'una cançó uptempo electropop. Quan un tros de la cançó va caure a Internet, la van tornar a gravar canviant-la una miqueta.
La cançó va ser molt ben rebuda pels crítics musicals, considerant-la el retorn de la cantant. Comercialment, va ser un èxit rotund arribant a les cimes dels tops a Bèlgica, Canada, Dinamarca, Finlàndia, França Noruega, Suècia i els Estats Units. Va entrar al top ten en Austràlia, Japó, Nova Zelanda i alguns països europeus. Als Estats Units va ser el seu primer single a arribar al número 1 des de "Baby One More Time" en 1999. Va ser el seu disc millor venut en el país, amb uns 3.2 milions de còpies.
El vídeo musical de la cançó va ser dirigit per Joseph Kahn, i va la història d'ell va ser creada per la mateixa cantant, la qual va decidir fer-lo com una seqüela del vídeo de "Toxic". Ens mostra a Britney que persegueix el seu nòvio durant el vídeo, però disfraçant-se d'altres dones mentre que ell no se n'adonai flirteja amb totes. Altres escenes mostren a Spears despullada en una sauna. Va ser molt ben rebut pels crítics musicals i va ser reconegut un retorn d'ella. Va ser nominat a dos categories dels 2009 MTV Video Music Awards, i va guanyar el premi a Millor Vídeo Pop.
La cançó ha obtingut molts "covers" d'altres cantants com Lilly Allen, Franz Ferdinad i Girls Aloud. La cantant va interpretar el single en "The X Factor" i "Good Morning America", com als 2008 Bambi Awards. També la interpretà en la gira de l'àlbum, The Circus Starring: Britney Spears en 2009, i en el Femme Fatale Tour en 2011, incorporant en ella policies i lladres. "Womanizer" va rebre una nominació Grammy en 2010 per Millor Coreografia Preparada, però va perdre davant del single de Lady Gaga, Poker Face.

## Track lists
- Digital download

1. "Womanizer" — 3:43

- CD Single 1 (Australian CD A/European CD)

1. "Womanizer" — 3:43
2. "Womanizer" (Instrumental) — 3:43

- CD Single 2 (Australian CD B/European Maxi CD/Korean CD)

1. "Womanizer" — 3:43
2. "Womanizer" (Kaskade Remix) — 5:31
3. "Womanizer" (Junior's Electro Tribal Remix) — 8:47
4. "Womanizer" (Instrumental) — 3:43
5. "Womanizer" (Video)

- Digital EP — The Remixes

1. "Womanizer" (Kaskade Remix) — 5:31
2. "Womanizer" (Benny Benassi Extended Mix) — 6:16
3. "Womanizer" (Junior's Tribal Electro Remix) — 8:47
4. "Womanizer" (Jason Nevins Club Remix) — 7:31
5. "Womanizer" (Tonal Extended Mix) — 5:29

- CD Remixes promo

1. "Womanizer" (Junior's Tribal Electro Remix) — 8:47
2. "Womanizer" (Kaskade Remix) — 5:31
3. "Womanizer" (Digital Dog Club) — 6:26
4. "Womanizer" (Digital Dog Dub) — 6:09
5. "Womanizer" (Digital Dog Radio) — 3:15
6. "Womanizer" (Sodaboys Remix) — 3:57
7. "Womanizer" (Main Version) — 3:43

- The Singles Collection Boxset Single

1. "Womanizer" — 3:43
2. "Womanizer" (Kaskade Remix) — 5:31

## Crèdits i personal
- Writers: Nikesha Briscoe, Rafael Akinyemi
- Producers: K.Briscoe/The Outsyders
- Mixing: Serban Ghenea
- Protools editing: John Hanes
- Mastering: Tom Coyne